# Chlorodesmis caespitosa
Espèce
Chlorodesmis caespitosa est une espèce d'algue verte de la famille des Udoteaceae.